# Marco Caminati
 Marco Caminati (Cesena, 23 de setembro de 1992) é um jogador de vôlei de praia italiano, que foi vice-campeão dos Jogos do Mediterrâneo de 2018 na Espanha.

## Carreira
Em 2014 estrou com Enrico Rossi nas etapas do Circuito Mundial de Vôlei de Praia, finalizando na vigésima quinta posição no Aberto do Paraná (Argentina) e o nono lugar em Mangaung, neste mesmo ano repetiu tal colocação obtida na edição do Campeonato Mundial de Vôlei de Praia sediado em Mysłowice. 
Formando dupla com 	Alex Ranghieri conquistou sua primeira medalha no Circuito Mundial de 2015, após sagra-se campeão do Aberto de Lucerna, depois retomou a parceria com Enrico Rossi até 2016, quando voltou a jogar do Alex Ranghieri terminando na quarta posição no Aberto de 	Long Beach, pelo circuito mundial deste ano, ocorrendo tal alternância no ano de 2017 e 2018, quando conquistou com Enrico o título do Aberto de Aalsmeer,categoria uma estrela.
E sagrou-se medalhista de prata na edição dos Jogos do Mediterrâneo de 2018 em Tarragona com Enrico Rossi.Após as duas primeiras etapas do Circuito Mundial de 2019 conquistou o vice-campeonato no Aberto de Aydın ao lado deAlex Ranghieri.	

## Títulos e resultados
- Torneio 1* do Aberto de Aalsmeer, do Circuito Mundial de Vôlei de Praia:2018
- Torneio 2* do Aberto de  Aydın do Circuito Mundial de Vôlei de Praia:2019
- Aberto de Lucerna do Circuito Mundial de Vôlei de Praia:2015
- Aberto de Long Beach, do Circuito Mundial de Vôlei de Praia:2016